# مقاطعة سبالدينغ (جورجيا)
مقاطعة سبالدينغ (بالإنجليزية: Spalding County)‏ هي إحدى المقاطعات في ولاية جورجيا في الولايات المتحدة الأمريكية.